# Хенри Поуп
Хенри Поуп (енгл. Henry Pope) је измишљени лик из америчке ТВ серије Бекство из затвора. Његов лик тумачи Стејси Кич. Први пут се појављује у првој епизоди прве сезоне.
Хенри Поуп је директор затвора Фокс ривер стејт. Осамнаест година раније, он је уредио да затвореници добију посао унутар затворских зидина да би помагали у башти, кухињи итд. За четрдесетогодишњицу венчања са његовом супругом Јудитом, одлучио је да јој поклони, као доказ љубави, копију Таџ Махала. Зато му је била потребна помоћ Мајкла Скофилда.